# DIA (Band)
DIA (koreanisch 다이아) ist eine südkoreanische Girlgroup der dritten K-Pop-Generation, die 2015 von MBK Entertainment gegründet wurde. Die Gruppe debütierte offiziell am 14. September 2015 mit dem Album Do It Amazing und der Single Somehow. Der offizielle Fanclub-Name von DIA lautet „AID“.

## Geschichte

### 2015: Debüt mitDo It Amazing
Im Februar 2015 veröffentlichte MBK Entertainment erste Einzelheiten zur Gründung einer neuen Girlgroup. Ursprünglich sollte die Gruppe in einer Castingshow mit dem Namen „T-ara's Little Sister Girl Group“ zusammengestellt werden. MBK Entertainment verwarf diese Pläne aber wieder und gab im Juni bekannt, dass die Mitglieder der neuen Gruppe intern bestimmt würden. Ende Juni wurde der Name der neuen Gruppe veröffentlicht: DIA. Am 14. September debütierte DIA offiziell mit der Single Somehow und dem Album Do It Amazing.

### 2016–2017: Seunghees Ausstieg und Sub-Units
Anfang 2016 änderte sich die Besetzung der Gruppe zum ersten Mal. Chaeyeon und Huihyeon (zu diesem Zeitpunkt noch Cathy genannt) verließen die Gruppe kurzzeitig um als Trainees an der Castingshow „Produce 101“ teilnehmen zu können. Im März wurde Eunchae (vorgestellt als Chaewon) zur Gruppe hinzugefügt. Seunghee verließ die Gruppe im April, nachdem ihr Vertrag mit MBK Entertainment ausgelaufen war. Chaeyeon und Huihyeon schafften es beide ins Finale von Produce 101, aber nur Chaeyeon konnte sich mit Rang 7 einen Platz in der temporären Girlgroup I.O.I erkämpfen. Sie kehrte im Mai zu DIA zurück und war bis zur Auflösung von I.O.I im Januar 2017 in beiden Gruppen aktiv. Huihyeon gelangte auf Rang 19 und kehrte gleich nach dem Ende von Produce 101 zurück. Am 14. Juni 2016 erschien die EP Happy Ending zusammen mit der Single On the Road (그 길에서). Die EP Spell erschien am 13. September 2016 zusammen mit der Single Mr. Potter.
Ende Dezember 2016 wurde die Gründung von zwei Sub-Units bekannt gegeben: BinChaenHyunSeuS mit Yebin, Chaeyeon, Huihyeon, Eunice und L.U.B mit Jueun, Jenny, Eunchae. Beide Gruppen veröffentlichten jeweils eine digitale Single.
Im April 2017 wurden mit Jueun und Somyi zwei neue Mitglieder zur Gruppe hinzugefügt. Am 19. April erschien DIAs zweites Studioalbum YOLO zusammen mit der Single Will You Go Out With Me? (나랑사귈래?). DIAs dritte EP Love Generation erschien am 22. August zusammen mit der Single Can't Stop (듣고싶어). Love Generation wurde am 12. Oktober unter dem Namen Present wiederveröffentlicht.

### 2018–heute: Eunjins Ausstieg undWooWoo
Am 7. Mai 2018 verließ Eunjin die Gruppe aus gesundheitlichen Gründen.
DIAs vierte EP Summer Ade erschien am 9. August 2018 zusammen mit der Single WooWoo (우우). Mit WooWoo gelang der Gruppe ihr erster Sieg bei einer Musikshow.
Am 19. März 2019 erschien DIAs fünfte EP Newtro zusammen mit der Single Woowa (우와).
MBK Entertainment teilte am 6. Juli 2019 mit, dass Jenny die Gruppe aus gesundheitlichen Gründen (Osteomalazie im Knie) verlassen hat.
Am 10. Juni 2020 erschien Flower 4 Seasons, die sechste EP der Gruppe, zusammen mit der Single Hug U. PocketDol Studio, die neue Agentur von Dia und Tochtergesellschaft von MBK Entertainment, gab dazu bekannt, dass die Gruppe bei diesem Comeback nur zu fünft, ohne Chaeyeon und Somyi, auftreten werde. Gründe für die Abwesenheit der beiden wurden nicht genannt.
PocketDol Studio gab am 9. Januar 2022 Somyis Vertragsauflösung und Austritt aus der Gruppe bekannt.

## Mitglieder
| Bild                 | Name          | Geburtsname           | Geburtstag (Alter)      | Geburtsort | Position                                |
| -------------------- | ------------- | --------------------- | ----------------------- | ---------- | --------------------------------------- |
|                      | Huihyeon 희현 | Ki Hui-hyeon 기희현   | 16. Juni 1995 (29)      | Namwon     | Team leader Vocal, Lead Dance, Main Rap |
|                      | Eunice 유니스 | Heo Soo-yeon 허수연   | 2. September 1991 (33)  | Busan      | Main Vocal, Main Dance                  |
|                      | Jueun 주은    | Lee Ju-eun 이주은     | 7. Juni 1995 (29)       | Suwon      | Main Vocal                              |
|                      | Yebin 예빈    | Baek Ye-bin 백예빈    | 13. Juli 1997 (27)      | Chuncheon  | Lead Vocal                              |
|                      | Chaeyeon 채연 | Jung Chae-yeon 정채연 | 1. Dezember 1997 (27)   | Suncheon   | Vocal, Rap                              |
|                      | Eunchae 은채  | Kwon Chae-won 권채원  | 26. Mai 1999 (25)       | Seoul      | Lead Vocal, Lead Dance, Lead Rap        |
| Ehemalige Mitglieder |               |                       |                         |            |                                         |
| Seunghee             | Seunghee 승희 | Cho Seung-hee 조승희  | 3. Juni 1991 (33)       | Gwangju    | Main Vocal                              |
|                      | Jenny 제니    | Lee So-yul 이소율     | 14. September 1996 (28) | Incheon    | Vocal, Rap                              |
|                      | Eunjin 은진   | Ahn Eun-jin 안은진    | 31. August 1997 (27)    | Mokpo      | Vocal, Main Dance, Lead Rap             |
|                      | Somyi 솜이    | Ahn Som-yi 안솜이     | 26. Januar 2000 (25)    | Changwon   | Vocal, Lead Dance, Rap                  |

### Sub-Units
- BinChaenHyunSeuS – Yebin, Chaeyeon, Huihyeon, Eunice, Somyi (bis 2022)
- L.U.B – Jueun, Eunchae, Jenny (bis 2019)

## Diskografie

### Studioalben
| Jahr | Titel Musiklabel                                | Höchstplatzierung, Gesamtwochen, AuszeichnungChartsChartplatzierungen (Jahr, Titel, Musiklabel, Platzierungen, Wochen, Auszeichnungen, Anmerkungen) | Anmerkungen                              |
| Jahr | Titel Musiklabel                                | KR | Anmerkungen                              |
| ---- | ----------------------------------------------- | --- | ---------------------------------------- |
| 2015 | Do It Amazing MBK Entertainment, Windmill Media | KR11 (3 Wo.)KR | Erstveröffentlichung: 14. September 2015 |
| 2017 | Yolo MBK Entertainment, Interpark               | KR3 (8 Wo.)KR | Erstveröffentlichung: 19. April 2017     |

### EPs
| Jahr | Titel Musiklabel                               | Höchstplatzierung, Gesamtwochen, AuszeichnungChartsChartplatzierungen (Jahr, Titel, Musiklabel, Platzierungen, Wochen, Auszeichnungen, Anmerkungen) | Anmerkungen                              |
| Jahr | Titel Musiklabel                               | KR | Anmerkungen                              |
| ---- | ---------------------------------------------- | --- | ---------------------------------------- |
| 2016 | Happy Ending MBK Entertainment, Windmill Media | KR7 (8 Wo.)KR | Erstveröffentlichung: 14. Juni 2016      |
| 2016 | Spell MBK Entertainment, Windmill Media        | KR4 (4 Wo.)KR | Erstveröffentlichung: 13. September 2016 |
| 2017 | Love Generation MBK Entertainment, Interpark   | KR7 (14 Wo.)KR | Erstveröffentlichung: 22. August 2017    |
| 2017 | Present (선물) a MBK Entertainment, Interpark  | KR12 (2 Wo.)KR | Erstveröffentlichung: 12. Oktober 2017   |
| 2018 | Summer Ade MBK Entertainment, Interpark        | KR5 (5 Wo.)KR | Erstveröffentlichung: 9. August 2018     |
| 2019 | Newtro MBK Entertainment, Kakao M              | KR8 (8 Wo.)KR | Erstveröffentlichung: 19. März 2019      |
| 2020 | Flower 4 Seasons MBK Entertainment, Kakao M    | KR17 (6 Wo.)KR | Erstveröffentlichung: 10. Juni 2020      |

### Singles
| Jahr | Titel Album                                              | Höchstplatzierung, Gesamtwochen, AuszeichnungChartsChartplatzierungen (Jahr, Titel, Album, Platzierungen, Wochen, Auszeichnungen, Anmerkungen) | Anmerkungen                              |
| Jahr | Titel Album                                              | KR | Anmerkungen                              |
| ---- | -------------------------------------------------------- | --- | ---------------------------------------- |
| 2015 | Somehow (왠지) Do It Amazing                             | — | Erstveröffentlichung: 14. September 2015 |
| 2015 | My Friend’s Boyfriend (내 친구의 남자친구) Do It Amazing | — | Erstveröffentlichung: 20. Oktober 2015   |
| 2016 | On the Road (그 길에서) Happy Ending                     | KR48 (2 Wo.)KR | Erstveröffentlichung: 14. Juni 2016      |
| 2016 | Mr. Potter (미스터포터) Spell                            | — | Erstveröffentlichung: 13. September 2016 |
| 2017 | Will You Go Out With Me? (나랑사귈래?) YOLO              | KR78 (1 Wo.)KR | Erstveröffentlichung: 19. April 2017     |
| 2017 | Can’t Stop (듣고싶어) (E905) Love Generation             | — | Erstveröffentlichung: 22. August 2017    |
| 2017 | Good Night (굿밤) Present                                | — | Erstveröffentlichung: 12. Oktober 2017   |
| 2018 | WooWoo (우우) Summer Ade                                 | — | Erstveröffentlichung: 9. August 2018     |
| 2019 | Woowa (우와) Newtro                                      | — | Erstveröffentlichung: 19. März 2019      |
| 2020 | Hug U (감쌏줄에오) Flower 4 Seasons                      | — | Erstveröffentlichung: 10. Juni 2020      |
| 2022 | The blinding past (눈부셨던 날) Rooting for You          | — | Erstveröffentlichung: 2022               |

## Auszeichnungen

### Preisverleihungen
2017
- Asia Artist Awards – Rising Star Award[25]
- Soribada Best K-Music Awards – Photogenic Award[26]

2018
- Soribada Best K-Music Awards – Performance Award[27]

### Musikshows
| Jahr | Datum      | Titel  |
| ---- | ---------- | ------ |
| 2018 | 14. August | WooWoo |